# Revenge of the Mutant Camels
Revenge of the Mutant Camels è uno sparatutto a scorrimento orizzontale scritto da Jeff Minter per Commodore 64 e pubblicato da Llamasoft nel 1984. Versioni migliorate per Atari ST, Amiga e IBM PC furono distribuite nel 1992 come shareware.
Nel 2021 il programmatore del gioco, Jeff Minter, a distanza di quasi 40 anni dalla prima pubblicazione, corregge un bug relativo alla rilevazione delle collisioni presente nella versione per il Commodore 64.